# Estènies
Les estènies (en grec antic: Σθένια) eren un festival celebrat pels argius i en general a la regió de l'Argòlida, en honor de l'anomenat Zeus Esteni (grec antic: Ζεύς Σθενός, 'Zeus poderós'), que tenia un altar en una gran roca a la vora d'Hermíona.
Plutarc fa constar que la πάλη (pale) o competició de lluita que formava part dels concursos d'aquest festival s'acompanyava amb música de flauta i diu també que la tradició original deia que el festival s'havia establert en honor de Dànau i només més tard es va dedicar al Zeus Esteni.